# Власов, Андрей Владимирович
Андрей Владимирович Власов (род. 28 февраля 1965) — советский и российский футболист, играл на позициях защитника и полузащитника.

## Биография
Андрей Владимирович Власов родился 28 февраля 1965 года.
Воспитанник тюменской школы «Геолог». В 1981 году начал профессиональную карьеру в Тюмени. Играл за родной клуб, который назывался «Факел» и «Геолог», после распада СССР клуб был переименован в «Динамо-Газовик». 29 марта 1992 в выездном матче 1-го тура против камышинского «Текстильщика», выйдя с первых минут и будучи заменённым на Евгения Зарву, дебютировал в высшей лиге.
В 1993 году играл за любительский клуб «Строитель» (Тюмень). В 1993 году играл за курганскую «Сибирь», в 1994 году — за тобольский «Иртыш», в котором в 1996 году завершил карьеру.
Дальнейшая судьба неизвестна.

## Достижения
- Победитель второй лиги СССР: 1986
- Чемпион РСФСР: 1986
- Обладатель Кубка РСФСР: 1984
- Финалист Кубка РСФСР: 1985